# اندیس حوض رئیس
حوض رئیس یک اندیس فلزی است که در حوالی شهر مه چنگی استان خراسان قرار دارد و مادهٔ معدنی موجود در آن، مس است.  